# Flea (Musiker)

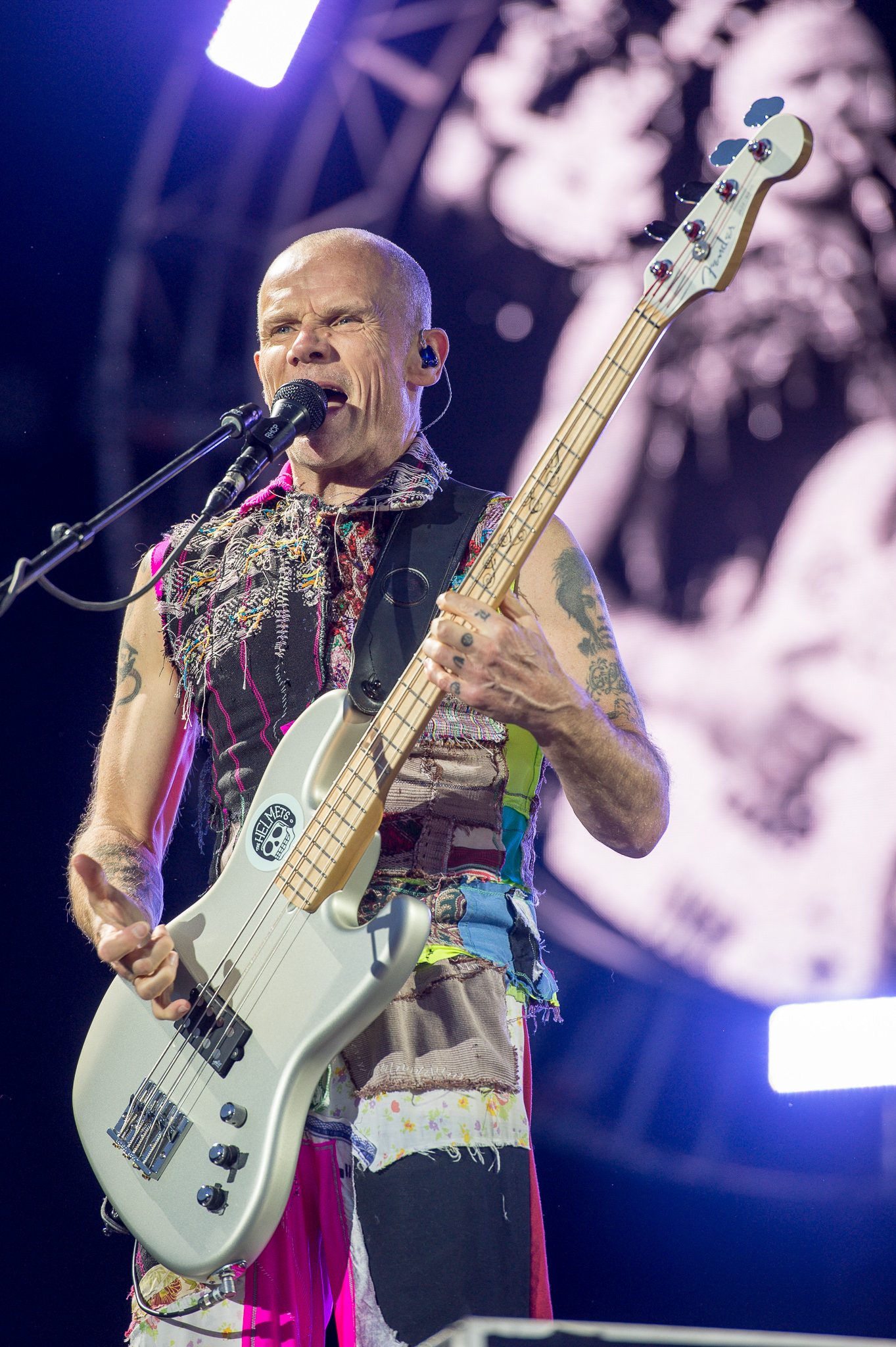
Flea bei Rock im Park 2016

Michael Peter Balzary, mit Künstlernamen Flea (* 16. Oktober 1962 in Melbourne, Australien), ist ein australisch-amerikanischer Bassist, Studiomusiker und Schauspieler. Er ist Mitgründer und Bassist der Rockband Red Hot Chili Peppers.

## Werdegang
Michael Peter Balzary wurde am 16. Oktober 1962 in Melbourne, Australien, geboren. Er ist ungarisch-irischer Abstammung. Im Jahr 1967 wanderte sein Vater mit der Familie aus beruflichen Gründen nach New York aus. Fleas erstes Instrument war die Trompete. Durch den Einfluss seines Stiefvaters interessierte sich Flea schon früh für Jazz, Funk und Soul.
Als er mit 17 Jahren die Fairfax High School in Los Angeles besuchte und dort in der schuleigenen Marschkapelle Trompete spielte, lernte er Anthony Kiedis und Hillel Slovak kennen, mit denen ihn bald eine tiefe Freundschaft verband. Zu dieser Zeit lernte er das Bassspiel von Hillel Slovak. Als gelernter Trompeter, der in klassischen Orchestern mitspielte, war Flea von der neuen Leidenschaft seiner Freunde, dem Punk, zuerst befremdet. Nach ein paar Konzertbesuchen änderte sich diese Haltung, und wenig später war er selbst für kurze Zeit Mitglied der Punkband Fear.
Das Trio Kiedis, Slovak, Balzary bildete bald darauf mit dem Schlagzeuger Jack Irons die Gruppe Tony Flow & The Miraculously Majestic Masters of Mayhem, aus der später die Red Hot Chili Peppers hervorgingen. Flea und Kiedis sind die einzigen Mitglieder, die noch bei den Red Hot Chili Peppers mitwirken. 2022 wurde er als Mitglied der Band mit dem 2717. Stern auf dem Hollywood Walk of Fame geehrt.
Flea erlernte das Bassspielen innerhalb kürzester Zeit. Er nahm nie regelmäßige Unterrichtsstunden und schaffte es dennoch, ein allgemein sehr angesehener Rockbassist zu werden.
2018 veröffentlichte Flea seine Memoiren Acid for the Children.

## Spielweise und Einflüsse

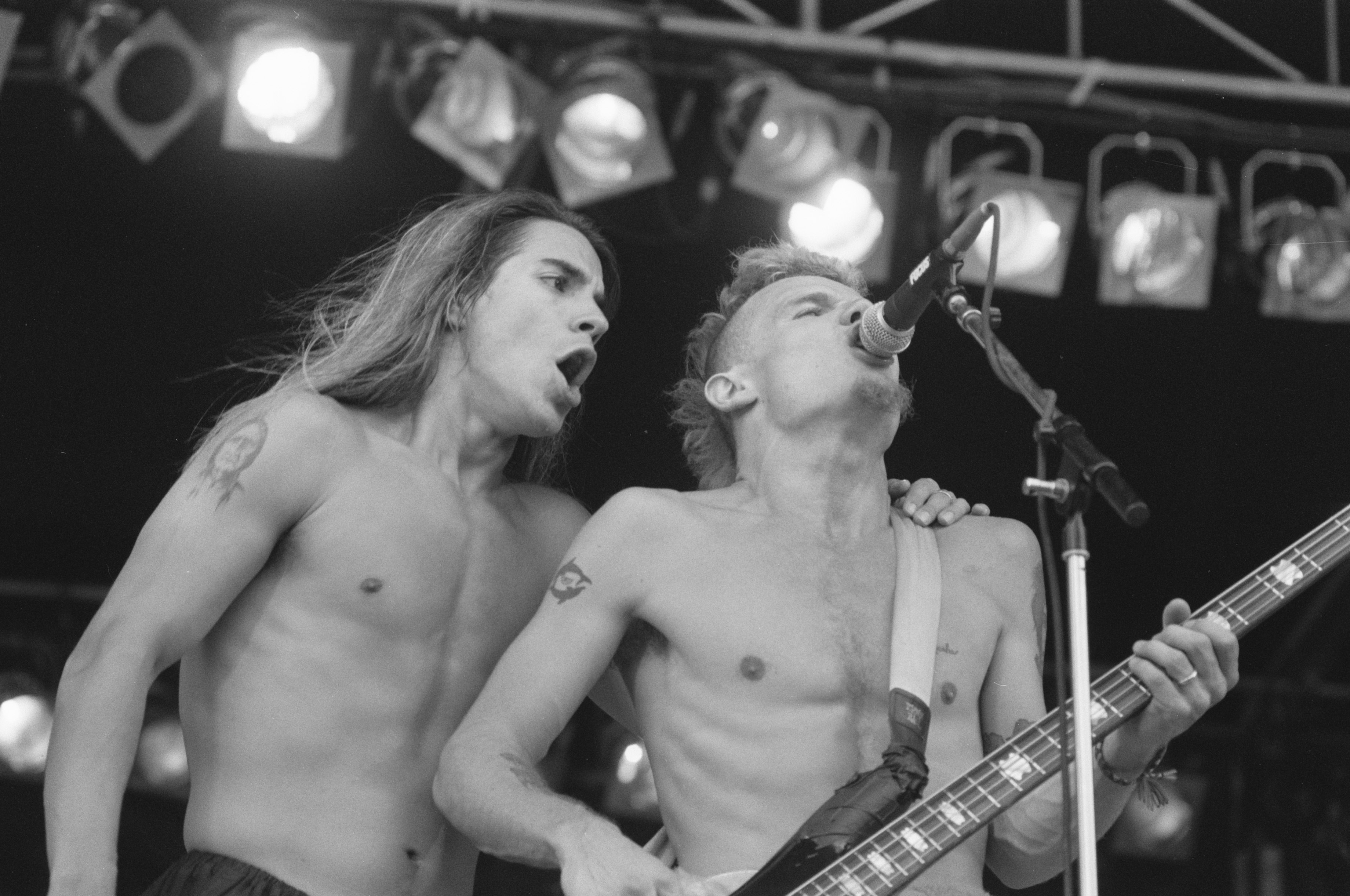
Flea (rechts) mit Anthony Kiedis bei einem Konzert in Amsterdam 1989

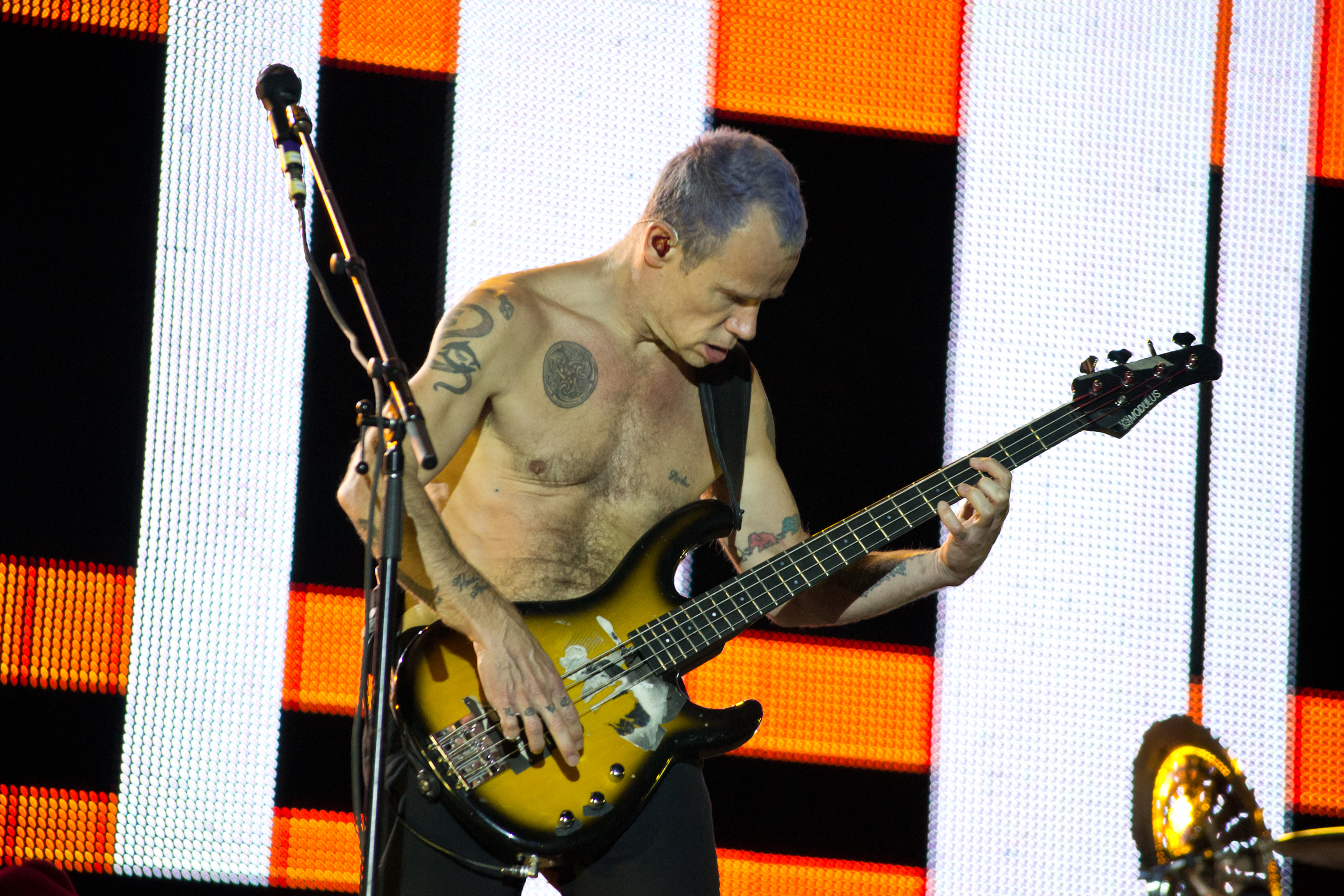
Flea beim Rock in Rio Madrid 2012

Flea ist bekannt für seine komplexe Spielweise, die oft Slapping beinhaltet; vor allem auf den ersten Alben der Red Hot Chili Peppers. Beispiele dafür sind Skinny Sweaty Man, Police Helicopter, Show Me Your Soul, Sex Rap, Love Trilogy, Blackeyed Blonde, Salute to Kareem, Get Up and Jump und Out in L.A, auf den aktuelleren Alben finden sich die Beispiele This Velvet Glove, Get on Top, Can’t Stop, Tell Me Baby und Goodbye Hooray.
Auch sonst spielt Flea komplexe Bassläufe, wie bei Scar Tissue, Easily, Californication, Under the Bridge, I Could Have Lied, Otherside und vor allem Around the World.
Flea spielt auch Trompete, zu hören bei den Liedern Subway to Venus, Pretty Little Ditty und Taste the Pain auf Mother’s Milk, Apache Rose Peacock auf Blood Sugar Sex Magik, Tear auf By the Way, Hump De Bump, Torture Me und Funny Face auf Stadium Arcadium. Auch Live spielt er Trompeteneinlagen, wie auf Live in Hyde Park und Live at Slane Castle.
Er zeichnet sich auch als Bassist durch seine Improvisationen bei Live-Auftritten aus.
Seine Einflüsse liegen im Funk, unter anderem Defunkt, Bootsy Collins und Sly & the Family Stone, frühen Punkrock-Bands wie Black Flag und auch im Post-Punk bei Bands wie Gang of Four, die den Punkrock stilistisch erweiterten.
Flea ist seit einigen Jahren auch Pianist. Laut eigener Aussage hat dies sein Liederschreiben erheblich beeinflusst, da er viele Songs auf dem Album I’m with You zusammen mit Klinghoffer mithilfe des Pianos geschrieben hat und sie erst anschließend gemeinsam auf Bass und Gitarre umgesetzt hat. Darüber hinaus spielt er Piano in dem Song Happiness loves Company.

## Equipment

### Bässe
Flea hat in seiner Karriere auf einer Vielzahl von Bässen gespielt. Die wichtigsten Instrumente sind im Folgenden aufgeführt:
- Alembic Epic: Flea benutzte den Alembic-Epic-Bass, um fast das komplette Album One Hot Minute aufzunehmen. Ausnahmen waren Aeroplane und Pea. Der Bass ist im zweiten Video für die Single My Friends zu sehen, welches die Band bei den Aufnahmen zu One Hot Minute in den The-Sound-Factory-Studios zeigt.
- Fender Jazz Bass: Obwohl Flea hauptsächlich seinen Modulus-Bass bei den Aufnahmen zu By the Way benutzte, verwendete er auch Jazz-Bässe, um einige Songs aufzunehmen, z. B. Body of Water. Um Stadium Arcadium aufzunehmen, verwendete Flea ausschließlich Jazz-Bässe, vornehmlich das einzige bekannte Exemplar eines 61er-Shell-Pink-Jazz-Basses. Das ist die seltenste Farbe für 61er-Custom-Jazz-Bässe, die jetzt, aufgrund des gelblichen Oberlacks über der pinken Farbe, weiß erscheint. Flea spielte diesen Bass in den Musikvideos zu Californication und Dani California und bei den frühen Promotion-Auftritten für Stadium Arcadium.
- Fender Precision Bass: Flea benutzte den Precision Bass von Fender als Ersatz-Bass während der Tournee Freaky Styley und bei den frühen Promotion-Gigs für Stadium Arcadium. Neuerdings spielt Flea einen Sunburst-Precision auf seiner Tournee mit Thom Yorke
- Fleabass: Flea stellte auf der NAMM Show 2009 seine eigene Bassmarke vor, den Fleabass. Es ist ein günstiger Bass von hoher Qualität. Flea selber spielte auf der NAMM ein blaues Modell.[4]
- Modulus-Flea-Bass: Es gibt viele nennenswerte Beispiele für Fleas Gebrauch seines Signature-Modulus-Basses, beginnend mit einem „Blue Flake“-Model. Flea verwendete den Modulus-Bass bei den Aufnahmen zu Californication und setzte ihn auf der Californication-Tour ein. Flea verwendete auch ein „Silver Flake“-Model (das im Video zu Can’t Stop zu sehen ist), um Songs im D-Downtuning wie By the Way oder If you have to ask zu spielen. Bestimmt am bekanntesten ist Fleas Spezial-Signature-Bass (Spitzname „Punk Bass“), der in den Farben der niederländischen Flagge lackiert ist. Dieser Bass war Fleas Hauptinstrument während der Welttournee By the Way. Während der größeren Tournee Stadium Arcadium konnte sich Fleas 61er-Jazz-Bass im Mix nicht durchsetzen. Deshalb nahm Flea wieder die Dienste seiner Signature-Bässe in Anspruch; dieses Mal ein neues Model in Sunburst mit schwarzen Lane-Poor-Pickups. Nach der Einführung des Fleabass als Balzarys Eigenmarke wurde der Modulus-Flea-Bass in Funk Unlimited umbenannt.
- Music Man Cutlass I: Flea spielte zuerst einen „Cutlass I“ während der Tournee The Red Hot Chili Peppers. Zu sehen ist das damalige Aussehen des „Cutlass I“-Basses in Anthony Kiedis’ Autobiographie „Scar Tissue“ auf einem Foto, auf welchem er und Flea live im Jahre 1984 zu sehen sind. Nachdem Flea mit diesem Bass Freaky Styley aufgenommen hatte, verwendete er ihn in den Musikvideos zu Jungle Man und Catholic School Girls Rule.
- Music Man Stingray: Fleas erster Bass bei den Red Hot Chili Peppers war ein schwarzer Stingray-Bass von Music Man, mit dem er das Debütalbum The Red Hot Chili Peppers aufnahm. Beide Korpusseiten und die Kopfplatte sind grün lackiert und mit rosa Klebestreifen im „Zick-Zack“-Format beklebt. Dieser „Stingray“ sollte nicht mit dem ähnlich aussehenden „Cutlass I“ verwechselt werden. Der „Stingray“ hat ein Palisander-Griffbrett und einen Hals aus Holz (und ist im Video von True Men don’t kill Coyotes zu sehen); der „Cutlass I“ besitzt hingegen einen Hals aus Graphit. Während der Aufnahmen zu The Uplift Mofo Party Plan kaufte sich Flea zwei weitere schwarze Stingray-Bässe. Flea nahm bisher nur einmal mit einem Fünfsaiter auf, einem „Stingray 5“, bei Funky Monks und The Righteous and the Wicked von Blood Sugar Sex Magik. Diesen Fünfsaiter spielt Flea auch im Video zu Under the Bridge. Flea hatte einen Endorsement-Vertrag mit Ernie Ball/Music Man und spielte einen leicht modifizierten „Stingray MM3“ mit tiefer ausgeschnittenem unterem Cutaway.
- Spector NS: Um The Uplift Mofo Party Plan aufzunehmen, verwendete Flea einen schwarzen Spector NS mit Chrome-Hardware, gepunkteten Bundmarkierungen, 2 Jazz-Bass-Pickups und 2 Stickern. Diesen Bass spielt er im „Fight like a Brave“-Video und während der „Uplift“-Tour (1987–1988). Flea spielte außerdem noch einen neuen schwarzen NS2-Bass mit goldener Hardware, gestreiften Bundmarkierungen und P-J-Tonabnehmern während der Aufnahmen zu Mother’s Milk und im Video zur Single Knock me down. Diesen Bass verwendete Flea auch bei Live-Shows in den Jahren 1989 bis 1991, in Abwechslung mit dem Music Man Stingray.
- Wal Custom Mark II: Flea benutzte den blauen Wal-Bass, um fast alle Songs des Albums Blood Sugar Sex Magik aufzunehmen, die Ausnahmen waren Funky Monks und The Righteous and the Wicked. Im Film Funky Monks, der die Aufnahmen zum genannten Album dokumentarisch festhält, ist der Wal-Bass zu sehen, der von Flea nie live gespielt wurde.

### Verstärker
Als Bassverstärker verwendet Flea Gallien-Krueger-2001RB-Tops und Gallien-Krueger-410RBH- bzw. 115RBH-Cabinets.
Auf der „I’m with You“-Tour verwendete Flea zu Anfang Verstärker des Herstellers „Acoustic“ (Acoustic USA 360/361). Nach kurzer Zeit griff er jedoch wieder zu seinen Gallien-Krueger-Amps, weil diese im Gesamtmix durchsetzungsfähiger seien.

### Effektgeräte
- DOD/FX-25-Envelope-Filter (u. a. in seinem Lehrvideo).
- Electro-Harmonix Mu-Tron III (u. a. Sir Psycho Sexy [with dying battery] und The Power of Equality).
- Electro-Harmonix Q-Tron (u. a. 21st Century).
- MXR-Micro-Amp (für einen sauberen Boost u. a. in diversen Slap-Parts).
- 2 BOSS-ODB-3-Bass-Overdrive (u. a. in Around The World und Don’t Forget Me).
- Moog MF-103 (u. a. im Goodbye-Hooray-Bass-Solo)
- Malekko Barker B:ASSMASTER (in diversen Live-Solos)
- Electro-Harmonix Big Muff (für einen weicheren Overdrive z. B. So Much I).
- Außerdem benutzte Flea im Laufe seiner Karriere auch Auto-Wahs von BOSS, Dunlop Crybaby Wah-Wahs und Electro-Harmonix Bass Balls.

## Kooperationen mit anderen Künstlern
Flea absolviert oft Gastauftritte. In den frühen 1980er-Jahren war Flea der Bassist von Fear und spielte den Bass auf der Hit-Single Bust a Move (1989) von Young MC.
Er war u. a. bei Jewel, Alanis Morissette, Mars Volta und Jane’s Addiction Studio-Bassist.
In den 1990er Jahren veröffentlichte er ein Lehrvideo, bei dem er über sein Bass-Spiel redet, das von River Phoenix moderiert wurde. Musikalisch wird Flea von Chad Smith an den Drums unterstützt. Außerdem wirkte Flea auch bei der Aufnahmen des Liedes Note to a friend von Phoenixs Band Aleka’s Attic als Bassist mit. Im Jahr 2020 vervollständigte Flea Aleka’s Attics bis dahin unveröffentlichte Lieder Alone U Elope und 2x4 mit seinem Bassspiel. Flea war bis zu dessen vorzeitigen Tod im Jahr 1993 eng mit Phoenix befreundet.
Flea spielte die Trompete auf dem Jane’s-Addiction-Album Nothing’s Shocking und sprang für Eric Avery während deren „Reunion-Tour“ 1997 ein.
Außerdem spielte Flea für The Mars Volta den Bass auf dem Album De-Loused in the Comatorium (2003) und die Trompete auf Frances the Mute (2005) ein.
Flea spielte Trompete bei dem Song Smells Like Teen Spirit zusammen mit Nirvana auf dem Hollywood Rock 1993, einem Festival in Brasilien, zusammen mit Incubus bei The Fourth Movement of the Odyssey für den Halo-2-Soundtrack, auf Mike Watts Album Ball Hog or Tug Boat? und mit dem Jazz-Saxophonisten Joshua Redman auf dessen Album Momentum (2005).
Für Alanis Morissette spielte er Bass auf dem Lied You oughta know.
Er begleitete auch die algerische Chanteuse Cheikha Rimitti, spielte bei befreundeten Musikern und Bands wie Fishbone, Mick Jagger oder Mike Watt Bass oder Trompete und beteiligt sich auch bei All-Star-Projekten, wie beispielsweise im Jahre 2004 bei den „Axis of Justice“-Konzerten, bei denen er u. a. mit Tom Morello und Brad Wilk
von Audioslave und Serj Tankian von System of a Down auftrat.
Flea stand in den letzten Jahren einige Male mit Patti Smith auf der Bühne. Sie hatten unter anderem gemeinsame Auftritte beim London Meltdown Festival 2005 und beim letzten Konzert im legendären New Yorker Club CBGB, das am 15. Oktober 2006 gegeben wurde.
Auf Patti Smiths Album TWELVE (2007) ist Flea als Gastmusiker zu hören.
Bei einem Konzert in Los Angeles 2008 spielte Flea gemeinsam mit Metallica das Lied Fight Fire With Fire.
Seit 2009 spielt er in der „Supergroup“ Atoms for Peace, deren Debütalbum Amok 2013 erschien.
2011 spielt er Bass auf Tom Waits’ Album „Bad as Me“, darunter gemeinsam mit Keith Richards auf dem radikal antimilitaristischen Song „Hell Broke Luce“.

## Filmauftritte
Neben der Musik ist Flea auch ein Gelegenheitsschauspieler; er spielt unter anderem in den Filmen Suburbia, My Private Idaho, Zurück in die Zukunft II & III, The Big Lebowski, Fear and Loathing in Las Vegas, The Chase – Die Wahnsinnsjagd, Schwiegersohn Junior, The Blue Iguana, Motorama, Liar’s Poker und im 1998er Remake des Hitchcock-Klassikers Psycho mit. Außerdem lieh Flea dem Wolfskind Donnie in der animierten TV-Serie Expedition der Stachelbeeren seine Stimme. 2017 spielte er im Actionfilm Baby Driver als No-Nose eine Nebenrolle. Eine weitere Rolle erhielt er in dem Filmdrama Der verlorene Sohn von Joel Edgerton. Auch in Queen & Slim ist er in einer kleineren Rolle zu sehen. Zuletzt spielte er in der Star-Wars-Serie Obi-Wan Kenobi.

## Sonstiges
- Flea unterstützte mit dem Bass Chad Smith auf seinem Schlagzeug-Lehrvideo mit dem Titel Red Hot Rhythm Method. Unter anderem spielen sie zusammen diverse Songs der Red Hot Chili Peppers.
- Flea hört leidenschaftlich gerne den Jazz-Musiker John Coltrane.
- Im Super-Nintendo-Spiel „Chrono Trigger“ wird, wie auch bei Slash und Ozzy Osbourne, auf Flea (in Form eines männlichen, aber sehr feminin erscheinenden, tauben Spielcharakters) Bezug genommen.
- 2001 gründete Flea seine eigene Musikschule, die „Silverlake Conservatory of Music“, im Stadtteil Silver Lake in Los Angeles.
- Während der Aufnahmen zu Stadium Arcadium verstarb Fleas Hund Martian, was die Band zum Song Death of a Martian inspirierte.
- Flea ist ein großer Fan der Los Angeles Lakers und hatte einen Blog auf NBA.com über seine geliebten Lakers. Eine Hommage an dieses Basketball-Team ist der Song Magic Johnson.
- Fleas Tochter Clara spielte in der Band The Tints, die aus drei Mädchen bestand und sogar auf England-Tour ging.
- Flea tritt bei Celebrity Deathmatch auf, wo er gegen Kenny G kämpft (und gewinnt).
- 1983 lehnte Flea das Angebot von John Lydon ab, bei seiner Nachfolge-Band der Sex Pistols einzusteigen, damit er sich komplett auf die Red Hot Chili Peppers konzentrieren konnte. Bemerkenswerterweise tat er besagtes, obwohl Lydon für lange Zeit eines seiner Idole war.
- Flea verzichtete bei den Aufnahmen zu Blood Sugar Sex Magik (1991) größtenteils auf sein charakteristisches Bass-Spiel mit großen Slap-Anteilen, um zu verhindern, dass es nachgeahmt wird. Dazu äußert er sich in der Dokumentation Funky Monks (1991), bei der die Entstehungsgeschichte und die Aufnahmen zu Blood Sugar Sex Magik gezeigt werden.
- Am 26. November 2007 wurde Fleas einstige Villa im Corral Canyon bei Malibu durch Waldbrände völlig zerstört. In der Garage der Villa war das Album Californication entstanden. Die Villa stand zum Zeitpunkt des Brandes leer, der Bassist bewohnte bereits eine andere, zehn Millionen Dollar teure Villa in der gleichen Gegend, die vom Brand verschont blieb.
- 2009 studierte Flea an der University of Southern California Musikwissenschaften, Komposition und Jazz-Trompete.[12]
- Im Musikvideo zum Song Ugly Boy von Die Antwoord ist Flea unter anderem neben Jack Black, Cara Delevingne, Marilyn Manson und Dita Von Teese zu sehen.

## Diskografie
Red Hot Chili Peppers
- 1984: Red Hot Chili Peppers
- 1985: Freaky Styley
- 1987: The Uplift Mofo Party Plan
- 1989: Mother’s Milk
- 1991: Blood Sugar Sex Magik
- 1992: What Hits!?
- 1994: Out in L.A.
- 1995: One Hot Minute
- 1999: Californication
- 2002: By the Way
- 2003: Greatest Hits
- 2004: Live in Hyde Park
- 2006: Stadium Arcadium
- 2011: I’m with You
- 2016: The Getaway
- 2022: Unlimited Love
- 2022: Return of the Dream Canteen

Soloveröffentlichungen
- 2012: Helen Burns

Alanis Morissette
- 1995: Jagged Little Pill

Antemasque
- 2014: Antemasque

## Videos
Red Hot Chili Peppers
- 1990: Psychedelic Sexfunk Live from Heaven – Live
- 1990: Positive Mental Octopus – Musikvideos
- 1991: Funky Monks – Making of Blood Sugar Sex Magik
- 1992: What Hits!? – Musikvideos
- 2001: Off the Map – Live
- 2003: Greatest Hits and Videos – Musikvideos
- 2003: Live at Slane Castle – Live

Flea Solo
- Master Sessions – Lehr-DVD mit Schlagzeuger Chad Smith und Moderator River Phoenix

## Filmografie (Auswahl)
- 1983: Die Outsider (The Outsiders)
- 1983: Suburbia – Rebellen der Vorstadt (Suburbia)
- 1983: Alpträume (Nightmares)
- 1986: Archie und Harry – Sie können’s nicht lassen (Tough Guys)
- 1986: Trashin’ – Krieg der Kids (Trashin’)
- 1987: Dudes – Halt mich fest, die Wüste bebt! (Dudes)
- 1987: Unter Null (Less Than Zero)
- 1989: Zurück in die Zukunft II (Back to the Future Part II)
- 1990: Zurück in die Zukunft III (Back to the Future Part III)
- 1991: Motorama
- 1991: My Private Idaho (My Own Private Idaho)
- 1992: Asphalt-Propheten (Roadside Prophets)
- 1993: Die Simpsons (The Simpsons; Fernsehserie, 1 Folge, Stimme)
- 1993: Schwiegersohn Junior (Son in Law)
- 1994: Highway Heat
- 1998: The Big Lebowski
- 1998: Fear and Loathing in Las Vegas
- 1998: Psycho
- 1998: The Lionhearts (Fernsehserie, 1 Folge, Stimme)
- 1998–2004: Expedition der Stachelbeeren (The Wild Thornberrys; Zeichentrickserie, 89 Folgen, Stimme)
- 2002: Abenteuer der Familie Stachelbeere (The Wild Thornberrys Movie; Stimme)
- 2003: Die Rugrats auf Achse (Rugrats Go Wild; Stimme)
- 2014: Joe Albany – Mein Vater, die Jazz-Legende (Low Down)
- 2015: Alles steht Kopf (Inside Out; Stimme)
- 2015: American Dad (Fernsehserie, 1 Folge, Stimme)
- 2016: Family Guy (Fernsehserie, 1 Folge, Stimme)
- 2017: Song to Song
- 2017: Baby Driver
- 2018: Der verlorene Sohn (Boy Erased)
- 2019: Queen & Slim
- 2022: Obi-Wan Kenobi (Miniserie)
- 2022: Babylon – Rausch der Ekstase (Babylon)